# Ilir Latifi
Ilir Latifi (Malmö, 28 de julho de 1983) é um lutador sueco de artes marciais mistas. Luta na categoria peso-meio-pesado do Ultimate Fighting Championship.

## Carreira no MMA

### Ultimate Fighting Championship
Latifi estreou no UFC no UFC on Fuel TV: Mousasi vs. Latifi em 6 de Abril de 2013, substituindo de última hora seu compatriota e parceiro de treinos, Alexander Gustafsson contra Gegard Mousasi, que se lesionou menos de uma semana antes da luta. Latifi perdeu incontestavelmente por decisão unânime, sendo completamente dominado por seu adversário em todos os rounds.
Latifi enfrentou Cyrille Diabaté em 8 de Março de 2014 no UFC Fight Night: Gustafsson vs. Manuwa. Ele venceu por finalização no primeiro round.
Latifi era esperado para enfrentar Tom Lawlor em 19 de Julho de 2014 no UFC Fight Night: McGregor vs. Brandão. No entanto, o adversário se lesionou e foi substituído pelo estreante Chris Dempsey e Latifi venceu por nocaute técnico no primeiro round.
Latifi enfrentou Jan Blachowicz em 4 de Outubro de 2014 no UFC Fight Night: Nelson vs. Story e foi derrotado por nocaute técnico ainda no primeiro round.
Latifi enfrentou Hans Stringer em 18 de Julho de 2015 no UFC Fight Night: Bisping vs. Leites e venceu por nocaute ainda no primeiro round.
Latifi enfrentou o americano Sean O'Connell no dia 17 de Janeiro de 2016 no UFC Fight Night: Dillashaw vs. Cruz e o venceu por nocaute com apenas 30 segundos de luta.

## Vida pessoal
Latifi, natiral de Malmö, cresceu no mesmo distrito de Rosengård, o mesmo do jogador de futebol sueco e amigo de infância Zlatan Ibrahimović. De origem albanesa, os pais de Latifi emigraram de Kosovo na década de 1960. Seu irmão Arben Latifi, que Ilir descreveu como sua maior influência na vida, é faixa preta de jiu-jítsu brasileiro e foi um dos pioneiros do MMA sueco, ganhando tanto o European Open BJJ quanto o Campeonato Panamericano.

## Cartel no MMA
| Cartel no MMA   |             |            |
| 24 lutas        | 15 vitórias | 8 derrotas |
| Por nocaute     | 6           | 4          |
| Por finalização | 4           | 0          |
| Por decisão     | 5           | 4          |
| No contest      | 1           | 1          |

| Res.    | Cartel   | Oponente         | Método                                 | Evento                                      | Data       | Round | Tempo | Local                 | Notas                 |
| ------- | -------- | ---------------- | -------------------------------------- | ------------------------------------------- | ---------- | ----- | ----- | --------------------- | --------------------- |
| Vitória | 15-8 (1) | Tanner Boser     | Decisão (dividida)                     | UFC Fight Night: Rozenstruik vs. Sakai      | 05/06/2021 | 3     | 5:00  | Las Vegas, Nevada     |                       |
| Derrota | 14-8 (1) | Derrick Lewis    | Decisão (unânime)                      | UFC 247: Jones vs. Reyes                    | 08/02/2020 | 3     | 5:00  | Houston, Texas        | Estreia nos Pesados.  |
| Derrota | 14-7 (1) | Volkan Oezdemir  | Nocaute (socos)                        | UFC Fight Night: Shevchenko vs. Carmouche 2 | 10/08/2019 | 2     | 4:31  | Montevidéu            |                       |
| Derrota | 14-6 (1) | Corey Anderson   | Decisão (unânime)                      | UFC 232: Jones vs. Gustafsson II            | 29/12/2018 | 3     | 5:00  | Inglewood, Califórnia |                       |
| Vitória | 14-5 (1) | Ovince St. Preux | Finalização Técnica (guilhotina em pé) | UFC on Fox: Emmett vs. Stephens             | 24/02/2018 | 1     | 3:48  | Orlando, Flórida      | Performance da Noite. |
| Vitória | 13-5 (1) | Tyson Pedro      | Decisão (unânime)                      | UFC 215: Nunes vs. Shevchenko II            | 09/09/2017 | 3     | 5:00  | Edmonton, Alberta     |                       |
| Derrota | 12-5 (1) | Ryan Bader       | Nocaute (joelhada)                     | UFC Fight Night: Arlovski vs. Barnett       | 03/09/2016 | 2     | 2:06  | Hamburgo              |                       |
| Vitória | 12-4 (1) | Gian Villante    | Decisão (unânime)                      | UFC 196: McGregor vs. Diaz                  | 05/03/2016 | 3     | 5:00  | Las Vegas, Nevada     |                       |
| Vitória | 11-4 (1) | Sean O'Connell   | Nocaute (soco)                         | UFC Fight Night: Dillashaw vs. Cruz         | 17/01/2016 | 1     | 0:30  | Boston, Massachusetts |                       |
| Vitória | 10-4 (1) | Hans Stringer    | Nocaute (socos)                        | UFC Fight Night: Bisping vs. Leites         | 18/07/2015 | 1     | 0:56  | Glasgow               |                       |
| Derrota | 9-4 (1)  | Jan Błachowicz   | Nocaute Técnico (socos)                | UFC Fight Night: Nelson vs. Story           | 04/10/2014 | 1     | 3:02  | Estocolmo             |                       |
| Vitória | 9-3 (1)  | Chris Dempsey    | Nocaute Técnico (socos)                | UFC Fight Night: McGregor vs. Brandão       | 19/07/2014 | 1     | 2:07  | Dublin                |                       |
| Vitória | 8-3 (1)  | Cyrille Diabaté  | Finalização (guilhotina)               | UFC Fight Night: Gustafsson vs. Manuwa      | 08/03/2014 | 1     | 3:02  | Londres               |                       |
| Derrota | 7-3 (1)  | Gegard Mousasi   | Decisão (unânime)                      | UFC on Fuel TV: Mousasi vs. Latifi          | 06/04/2013 | 3     | 5:00  | Estocolmo             | Estreia no UFC.       |
| Vitória | 7-2 (1)  | Jorge Oliveira   | Decisão (unânime)                      | SC 8 - Malmo                                | 06/10/2012 | 3     | 5:00  | Malmo                 |                       |
| Vitória | 6-2 (1)  | Tony Lopez       | Decisão (unânime)                      | United Glory - 2012 Glory World Series      | 26/05/2012 | 3     | 5:00  | Estocolmo             |                       |
| Vitória | 5-2 (1)  | Denis Bogdanov   | Finalização (chave de dedo)            | United Glory 15 - 2012 Glory World Series   | 23/03/2012 | 1     | N/A   | Moscou                |                       |
| Derrota | 4-2 (1)  | Emanuel Newton   | Decisão (unânime)                      | SF 17 - Horwich vs. Rosholt 2               | 15/07/2011 | 3     | 5:00  | Texas                 |                       |
| Vitória | 4-1 (1)  | Matteo Minonzio  | Nocaute técnico (chute na cabeça)      | SHC 2 - Battle for the Belt                 | 10/04/2010 | 1     | 4:29  | Genebra               |                       |
| Derrota | 3-1 (1)  | Tatsuya Mizuno   | Nocaute Técnico (joelhadas e socos)    | Rumble of The Kings 4                       | 20/09/2009 | 3     | 0:15  | Estocolmo             |                       |
| Vitória | 3-0 (1)  | Darko Krbanjevic | Finalização (chave de braço)           | Rumble of The Kings 3                       | 22/05/2009 | 1     | 1:43  | Malmo                 |                       |
| Vitória | 2-0 (1)  | Luis Silva       | Finalização (socos)                    | Rumble of The Kings 2                       | 27/02/2009 | 1     | 1:20  | Gotalândia Oriental   |                       |
| Vitória | 1-0 (1)  | Roman Mihocka    | Nocaute (socos)                        | SC 2 - Resurrection                         | 25/10/2008 | 2     | 1:55  | Estocolmo             |                       |
| NC      | 0-0 (1)  | Blagoi Ivanov    | Sem Resultado (ringue quebrado)        | Real Pain Challenge 2                       | 17/04/2008 | 1     | 0:55  | Sófia                 |                       |